# Estève Garcin

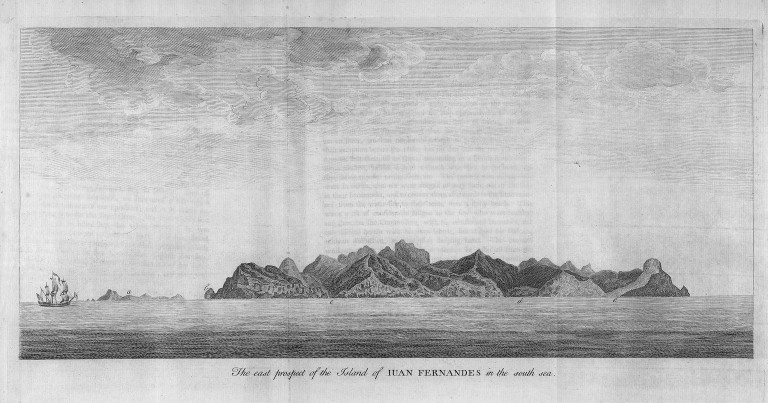
La acción de la Roubinsouno transcurre en el Océno Pacífico.

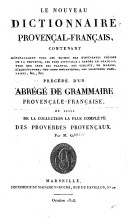

Estève Garcin (en francés Étiene Garcin; Draguignan, 16 de abril de 1784 - 23 de noviembre de  1859) fue un escritor provenzal de lengua occitana del siglo XIX anterior a la fundación del Felibrige. Nació en el departament de Var, donde fue maestro. Políticamente era monárquico y nostálgico de los borbones.
Es autor de un diccionario francés-occitano (de 1823) destinado a ayudar a los hablantes de lengua occitana a hablar el francés, y también de una novela (género poco común en occitano en aquelle época): La Robinsona provençala (La Roubinsouno provençalo en la grafía original) escrita alrededor de 1840 e inspirada por el Roninson Crusoe de Daniel Defoe, en la cual imagina cómo un grupo de náufragos provenzales adaptan su cultura pintoresca a la vida en una isla hasta el punto de provenzalizar a los aborígenes.